# خوتینوو
خوتینوو (به چکی: Chotěnov) یک منطقهٔ مسکونی در جمهوری چک است که در ناحیه سویتاوی واقع شده‌است. خوتینوو ۳٫۹۹ کیلومتر مربع مساحت و ۲۷۱ نفر جمعیت دارد و ۴۹۴ متر بالاتر از سطح دریا واقع شده‌است.